# Chotěmice
Chotěmice település Csehországban, a Tábori járásban. Chotěmice Deštná, Vícemil, Pluhův Žďár, Budislav és Dírná településekkel határos. Lakosainak száma 122 fő (2024. január 1.).

## Népesség
A település lakosságának változását az alábbi diagram mutatja:
| Lakosok száma | 316  | 314  | 295  | 181  | 128  | 134  | 115  | 111  | 116  | 122  |
|               | 1869 | 1890 | 1921 | 1950 | 1980 | 2001 | 2017 | 2019 | 2022 | 2024 |